# 中核市
中核市（ちゅうかくし）とは、日本の地方公共団体のうち、地方自治法第252条の22第1項に定める政令による指定を受けた市。中核市の指定と同時に保健所政令市としての指定も受ける。政令指定都市と並ぶ都道府県の事務権限の一部を移譲する日本の大都市制度の一つであり、2014年（平成26年）の改正以降の指定要件は、「法定人口が20万人以上」となっている。
所属する都道府県の議会とその市自身の市議会の議決を経て、総務大臣へ指定を申請する。
- 地方自治法は、以下で条数のみ記載する。

## 概要
日本の大都市制度には、政令指定都市・中核市・特例市の別があり（後に特例市は廃止）、中核市は1996年（平成8年）から施行された。いずれも都市の規模に応じて、市に都道府県の事務権限の一部を移譲する制度であり、中核市には政令指定都市に準じた事務の範囲が移譲されている。ただし、関与の特例については行政分野の大半に認められている政令指定都市と異なり、中核市は福祉に関する事務に限られる。
その後、特例市との区別を無くそうという意見が中核市市長会および全国特例市市長会双方から出されると、これらの問題を取り扱う国の地方制度調査会も前向きな姿勢を見せ、2013年（平成25年）6月25日の第30次地方制度調査会答申では、「まちづくりや環境規制の分野において一般市への事務の移譲が進展した。これを踏まえて、特例市に対して更なる事務の移譲を進めることが必要である。」「人口20万以上であれば保健所を設置することにより中核市となるという形で、中核市・特例市の両制度を統合することにより、一層の事務の移譲を可能とすべきである。」とされた。それを受けて、2014年（平成26年）5月23日可決・成立の改正地方自治法（当該部分の施行は2015年〈平成27年〉4月1日）により、特例市制度が廃止されるとともに、中核市の人口要件が「法定人口30万人以上」であったものが「法定20万人以上」に緩和されることとなった。なお、改正法施行の時点で既に指定されている特例市（「施行時特例市」と呼ばれる）を対象とする経過措置として、従来の特例市の事務権限を引き続き保持するとともに、前述の改正法施行後5年間（2020年4月1日まで）に限り、人口が20万人未満になっていたとしても中核市に移行できるとされた。
2024年（令和6年）1月現在、三重県・徳島県・佐賀県には政令指定都市及び中核市が存在しない。

## 一覧
2021年（令和3年）4月1日現在、以下の62市が中核市に指定されている。
- 概ね全国地方公共団体コードの番号順と施行順に掲載。

| 地方           | 都府県／ 道の振興局 | 中核市   | 指定日                    | 特記事項 |
| -------------- | ------------------- | -------- | ------------------------- | --- |
| 北海道地方     | 上川総合振興局      | 旭川市   | 2000年（平成12年）4月1日  | 総合振興局所在地 |
| 北海道地方     | 渡島総合振興局      | 函館市   | 2005年（平成17年）10月1日 | 総合振興局所在地。2005年9月30日まで特例市。中核市では唯一全域が過疎地域に指定されたことがある。                             |
| 東北地方       | 青森県              | 青森市   | 2006年（平成18年）10月1日 | 県庁所在地 |
| 東北地方       | 青森県              | 八戸市   | 2017年（平成29年）1月1日  | 2016年12月31日まで施行時特例市。                                                                                            |
| 東北地方       | 岩手県              | 盛岡市   | 2008年（平成20年）4月1日  | 県庁所在地。2008年3月31日まで特例市。                                                                                       |
| 東北地方       | 秋田県              | 秋田市   | 1997年（平成09年）4月1日  | 県庁所在地 |
| 東北地方       | 山形県              | 山形市   | 2019年（平成31年）4月1日  | 県庁所在地。2019年3月31日まで施行時特例市。                                                                                 |
| 東北地方       | 福島県              | 郡山市   | 1997年（平成09年）4月1日  | |
| 東北地方       | 福島県              | いわき市 | 1999年（平成11年）4月1日  | |
| 東北地方       | 福島県              | 福島市   | 2018年（平成30年）4月1日  | 県庁所在地 |
| 関東地方       | 茨城県              | 水戸市   | 2020年（令和02年）4月1日  | 県庁所在地。2020年3月31日まで施行時特例市。                                                                                 |
| 関東地方       | 栃木県              | 宇都宮市 | 1996年（平成08年）4月1日  | 県庁所在地 |
| 関東地方       | 群馬県              | 前橋市   | 2009年（平成21年）4月1日  | 県庁所在地。2009年3月31日まで特例市。                                                                                       |
| 関東地方       | 群馬県              | 高崎市   | 2011年（平成23年）4月1日  | 2011年3月31日まで特例市。                                                                                                   |
| 関東地方       | 埼玉県              | 川越市   | 2003年（平成15年）4月1日  | |
| 関東地方       | 埼玉県              | 越谷市   | 2015年（平成27年）4月1日  | 2015年3月31日まで特例市。                                                                                                   |
| 関東地方       | 埼玉県              | 川口市   | 2018年（平成30年）4月1日  | 2018年3月31日まで施行時特例市。                                                                                             |
| 関東地方       | 千葉県              | 船橋市   | 2003年（平成15年）4月1日  | 中核市で最も人口が多い。 |
| 関東地方       | 千葉県              | 柏市     | 2008年（平成20年）4月1日  | |
| 関東地方       | 東京都              | 八王子市 | 2015年（平成27年）4月1日  | |
| 関東地方       | 神奈川県            | 横須賀市 | 2001年（平成13年）4月1日  | |
| 中部地方       | 富山県              | 富山市   | 2005年（平成17年）4月1日  | 県庁所在地。新設合併前の旧富山市は1996年（平成8年）4月1日に指定された。旧富山市は旧静岡市に続いて中核市が廃止されたケース。 |
| 中部地方       | 石川県              | 金沢市   | 1996年（平成08年）4月1日  | 県庁所在地 |
| 中部地方       | 福井県              | 福井市   | 2019年（平成31年）4月1日  | 県庁所在地。2019年3月31日まで施行時特例市。                                                                                 |
| 中部地方       | 山梨県              | 甲府市   | 2019年（平成31年）4月1日  | 県庁所在地。2019年3月31日まで施行時特例市。人口20万未満で移行した唯一の例。                                                 |
| 中部地方       | 長野県              | 長野市   | 1999年（平成11年）4月1日  | 県庁所在地 |
| 中部地方       | 長野県              | 松本市   | 2021年（令和03年）4月1日  | 2021年3月31日まで施行時特例市。                                                                                             |
| 中部地方       | 岐阜県              | 岐阜市   | 1996年（平成08年）4月1日  | 県庁所在地 |
| 中部地方       | 愛知県              | 豊田市   | 1998年（平成10年）4月1日  | |
| 中部地方       | 愛知県              | 豊橋市   | 1999年（平成11年）4月1日  | |
| 中部地方       | 愛知県              | 岡崎市   | 2003年（平成15年）4月1日  | |
| 中部地方       | 愛知県              | 一宮市   | 2021年（令和03年）4月1日  | 2021年3月31日まで施行時特例市。                                                                                             |
| 近畿地方       | 滋賀県              | 大津市   | 2009年（平成21年）4月1日  | 県庁所在地。2009年3月31日まで特例市。                                                                                       |
| 近畿地方       | 大阪府              | 高槻市   | 2003年（平成15年）4月1日  | |
| 近畿地方       | 大阪府              | 東大阪市 | 2005年（平成17年）4月1日  | |
| 近畿地方       | 大阪府              | 豊中市   | 2012年（平成24年）4月1日  | 2012年3月31日まで特例市。                                                                                                   |
| 近畿地方       | 大阪府              | 枚方市   | 2014年（平成26年）4月1日  | 2014年3月31日まで特例市。                                                                                                   |
| 近畿地方       | 大阪府              | 八尾市   | 2018年（平成30年）4月1日  | 2018年3月31日まで施行時特例市。                                                                                             |
| 近畿地方       | 大阪府              | 寝屋川市 | 2019年（平成31年）4月1日  | 2019年3月31日まで施行時特例市。                                                                                             |
| 近畿地方       | 大阪府              | 吹田市   | 2020年（令和02年）4月1日  | 2020年3月31日まで施行時特例市。                                                                                             |
| 近畿地方       | 兵庫県              | 姫路市   | 1996年（平成08年）4月1日  | |
| 近畿地方       | 兵庫県              | 西宮市   | 2008年（平成20年）4月1日  | |
| 近畿地方       | 兵庫県              | 尼崎市   | 2009年（平成21年）4月1日  | 2009年3月31日まで特例市。                                                                                                   |
| 近畿地方       | 兵庫県              | 明石市   | 2018年（平成30年）4月1日  | 2018年3月31日まで施行時特例市。                                                                                             |
| 近畿地方       | 奈良県              | 奈良市   | 2002年（平成14年）4月1日  | 県庁所在地 |
| 近畿地方       | 和歌山県            | 和歌山市 | 1997年（平成09年）4月1日  | 県庁所在地 |
| 中国地方       | 鳥取県              | 鳥取市   | 2018年（平成30年）4月1日  | 県庁所在地。2018年3月31日まで施行時特例市。かつ、中核市で一番人口が少ない。                                                 |
| 中国地方       | 島根県              | 松江市   | 2018年（平成30年）4月1日  | 県庁所在地。2018年3月31日まで施行時特例市。                                                                                 |
| 中国地方       | 岡山県              | 倉敷市   | 2002年（平成14年）4月1日  | |
| 中国地方       | 広島県              | 福山市   | 1998年（平成10年）4月1日  | |
| 中国地方       | 広島県              | 呉市     | 2016年（平成28年）4月1日  | 2016年3月31日まで施行時特例市。                                                                                             |
| 中国地方       | 山口県              | 下関市   | 2005年（平成17年）10月1日 | 2005年9月30日まで特例市。                                                                                                   |
| 四国地方       | 香川県              | 高松市   | 1999年（平成11年）4月1日  | 県庁所在地 |
| 四国地方       | 愛媛県              | 松山市   | 2000年（平成12年）4月1日  | 県庁所在地 |
| 四国地方       | 高知県              | 高知市   | 1998年（平成10年）4月1日  | 県庁所在地 |
| 九州・沖縄地方 | 福岡県              | 久留米市 | 2008年（平成20年）4月1日  | 2008年3月31日まで特例市。                                                                                                   |
| 九州・沖縄地方 | 長崎県              | 長崎市   | 1997年（平成09年）4月1日  | 県庁所在地 |
| 九州・沖縄地方 | 長崎県              | 佐世保市 | 2016年（平成28年）4月1日  | 2016年3月31日まで施行時特例市。                                                                                             |
| 九州・沖縄地方 | 大分県              | 大分市   | 1997年（平成09年）4月1日  | 県庁所在地 |
| 九州・沖縄地方 | 宮崎県              | 宮崎市   | 1998年（平成10年）4月1日  | 県庁所在地 |
| 九州・沖縄地方 | 鹿児島県            | 鹿児島市 | 1996年（平成08年）4月1日  | 県庁所在地 |
| 九州・沖縄地方 | 沖縄県              | 那覇市   | 2013年（平成25年）4月1日  | 県庁所在地 |

### 現在移行を検討している市
2024年（令和6年）6月現在、中核市への移行を検討している候補市は以下の12市である。
- 茨城県つくば市
- 埼玉県所沢市−2024年（令和6年）6月14日に、2030年（令和12年）4月に中核市への移行を目指すことを発表[6]。
- 埼玉県春日部市
- 埼玉県草加市
- 千葉県市川市
- 東京都町田市
- 神奈川県藤沢市
- 静岡県富士市
- 愛知県春日井市
- 三重県津市
- 三重県四日市市
- 佐賀県佐賀市

### かつて指定されていた市
| 都道府県 | かつての中核市 | 指定日                   | 指定解除日               | 解除理由                     |
| -------- | -------------- | ------------------------ | ------------------------ | ---------------------------- |
| 静岡県   | 静岡市         | 1996年（平成8年）4月1日  | 2003年（平成15年）4月1日 | 清水市との新設合併により廃止 |
| 静岡県   | 静岡市         | 2003年（平成15年）4月1日 | 2005年（平成17年）4月1日 | 政令指定都市へ移行           |
| 大阪府   | 堺市           | 1996年（平成8年）4月1日  | 2006年（平成18年）4月1日 | 政令指定都市へ移行           |
| 新潟県   | 新潟市         | 1996年（平成8年）4月1日  | 2007年（平成19年）4月1日 | 政令指定都市へ移行           |
| 静岡県   | 浜松市         | 1996年（平成8年）4月1日  | 2007年（平成19年）4月1日 | 政令指定都市へ移行           |
| 岡山県   | 岡山市         | 1996年（平成8年）4月1日  | 2009年（平成21年）4月1日 | 政令指定都市へ移行           |
| 神奈川県 | 相模原市       | 2003年（平成15年）4月1日 | 2010年（平成22年）4月1日 | 政令指定都市へ移行           |
| 熊本県   | 熊本市         | 1996年（平成8年）4月1日  | 2012年（平成24年）4月1日 | 政令指定都市へ移行           |

## 移譲される事務
地方自治法第252条の22（第2編 普通地方公共団体 第12章大都市等に関する特例 第2節 中核市に関する特例）で、中核市は「指定都市が処理することができる事務のうち、都道府県がその区域にわたり一体的に処理することが中核市が処理することに比して効率的な事務その他の中核市において処理することが適当でない事務以外の事務で政令で定めるものを、政令で定めるところにより、処理することができる。」と定義され、具体的な定めは政令に委ねられている。
行政分野ごとに個別にみると、中核市は保健所を設置して保健衛生行政を担当するほか、民生行政・環境保全・都市計画・文化財の保護などの行政分野について、政令指定都市に準じた事務の範囲を都道府県から移譲されており、これらの事務処理を行使するために必要な財源として、地方交付税が増額される。もっとも、事務処理への都道府県の関与について政令指定都市においては都道府県知事や都道府県の委員会の
a.処分（許可、認可、承認等）を要すると法令で定めている事項のうちから、政令により、その処分を不要とするか、代わりに各大臣の処分を要するものとする、
b.命令を受けると法令で定めている事項のうちから、政令により、その命令に関する法令の規定を適用外とするか、代わりに各大臣の命令を受けるものとする、
ことになっている（第252条の19第2項）が、中核市に関しては、処分についてa.に相当する特例規定は無く、命令についてはb.に類似する特例規定はあるが、委員会の命令は対象とならない（第252条の22第2項、地方自治法施行令第2編第8章）。
関与の特例が行政分野の大半に及ぶ政令指定都市と異なり、中核市における関与の特例は、福祉に関する事務のみに限定されている。
このようなことから中核市の権限は、都道府県並みあるいは都道府県と同等とされ行政区設置等の特例もある政令指定都市と比較すると小さい。
中核市に移譲される事務は、すべて列挙すれば1800件程度にのぼるため、ここでは主要な事務のみを抜粋して掲載する。なお、ここに掲げるのはあくまでも標準的な中核市の例であり、都道府県が独自の条例を制定して、更に多くの事務権限を移譲することも可能である。
| 事務 | 中核市が移譲される事務 | 指定都市との違い（指定都市に認められ、中核市に認められない事務） |
| --- | --- | --- |
| 民生行政に関する事務 社会福祉に関する事務。児童相談所の設置以外、政令市とほぼ同様の権限                                                                             | - 地方社会福祉審議会の設置・運営（社会福祉法関係） - 社会福祉施設（保育園・特別養護老人ホームなど）の設立認可・指導監査 - 民生委員の定数決定、指導訓練等（民生委員法関係） - 身体障害者手帳の交付（身体障害者福祉法関係） - 母子・父子自立相談員の設置・寡婦福祉資金の貸付け（母子及び父子並びに寡婦福祉法関係） | 左記の中核市の権限に加えて、 - 児童相談所の設置（2006年4月から、中核市にも設置できるようになった） ただし例外あり。従来は都道府県及び政令指定都市のみに設置義務があったが、児童福祉法の改正によって、2006年4月より中核市でも設置が可能になった。金沢市、横須賀市等で開設実績がある。 |
| 保健衛生行政に関する事務 保健所を自ら設置。指定都市とほぼ同様の権限                                                                                                 | - 保健所の設置を通じて、次の事務を行う - 伝染病・結核・エイズ等の予防のための措置（感染症の予防及び感染症の患者に対する医療に関する法律関係） - 飲食店、興行場、旅館、公衆浴場の営業許可（食品衛生法、旅館業法、興行場法、公衆浴場法関係） - 専門的な栄養指導、特定給食施設への指導・助言（健康増進法関係） - 墓地、納骨堂又は火葬場の経営の許可（墓地、埋葬等に関する法律関係） - 診療所、助産所の開設許可（医療法関係） - 動物愛護や管理に関する事務（動物の愛護及び管理に関する法律、狂犬病予防法関係） - 浄化槽の保守点検業の登録（浄化槽法関係） | 指定都市もほぼ同様 |
| 都市計画に関する事務 都市景観の保全などを除き、都道府県の一定の関与が残る。指定都市は、都市計画の決定の自由度がより高いほか、市内の国道・都道府県道を自ら管理する。 | - 屋外広告物の条例による設置の制限（景観法関係） - 市街化区域又は市街化調整区域内の開発行為の許可（都市計画法関係） - 都市計画施設又は市街地開発事業の区域内における建築の許可 - 土地区画整理組合の設立認可 - 高齢者、身体障害者等が円滑に利用できる特定建築物の建築及び維持保全計画の認定（建築基準法関係） | 左記の中核市の権限に加えて、 - 国道・都道府県道の管理（道路法関係） - 都道府県道、産廃施設、流通業務団地等に関する都市計画決定（都市計画法関係） - 市街地開発事業に関する都市計画決定 |
| 環境保全行政に関する事務 環境の保全に関する事務。政令市とほぼ同様の権限                                                                                             | - 騒音、悪臭、振動の規制地域・規制基準の設定（悪臭防止法・振動規制法・騒音規制法関係） - 産業廃棄物処理施設の許可・監督（産業廃棄物処理法関係） - 水質の保全（特定施設の設置の届出等の受理、監視等）（水質汚濁防止法関係） - ばい煙発生施設、粉じん発生施設の設置の届け出 | 指定都市もほぼ同様 |
| 地方教育行政に関する事務 中核市は、教職員の研修を行う権限を持つ。指定都市はこれに加え、教職員の人事権も持つ。                                                       | - 県費負担教職員の研修（地方教育行政法関係） 中核市には、教職員の研修実施の権限のみがあり、人事権はない。ただし、中核市市長会から「研修権限のみでは成果を得にくい」との要望が出ており、文部科学省では、中核市にも人事権を移譲する検討を進めている。#権限のさらなる移譲も参照。 - 重要文化財に関する現状変更の許可（文化財保護法関係） | 左記の中核市の事務に加えて、 - 県費負担教職員の人事権、給与の決定および支払、定数の決定 - 学級編制基準の設定 |
| 行政組織上の特例 | 原則として特例なし。 | - 行政区の設置 政令指定都市は行政単位としての区を設置することができる。平成の大合併で誕生した中核市の中には、合併特例区が設けられることがあるが、旧・合併特例法に基づく時限措置で、政令指定都市の区とは性格を異にする。 同様に、地域自治区を設ける中核市があるが、これには法人格がなく存続期間は定められておらず、やはり、政令指定都市の区とは性格を異にする。 なお、中核都市であることが合併特例区を設ける要件ではなく、旧・合併特例法の要件を満たす市区町村であれば設けることができる。同様に地域自治区も地方自治法あるいは旧・合併特例法の要件を満たす市区町村であれば、設けることができる。 また、兵庫県姫路市（中核市）のように、編入した市町村の町名を区別するために、地名として「区」を表記する場合がある。 |
| 財政上の権限・その他 | - 計量法に基づく勧告、定期検査等（計量法関係） - 地方交付税の増額補正 増加した行政需要に対応するため、地方交付税の計算が、一般の市とは異なった算定式で計算される（増額）。 - 一部につき関与の特例 関与の特例は原則としてない。ただし、中核市として移譲された民生行政関連事務については、通常都道府県知事の監督を受ける事務でも、直接主任の大臣（国）の監督となる。 | 左記の中核市の権限に加えて、 - 都道府県と同じ財政上の権限 宝くじの発行が可能になるほか、道路特定財源、軽油引取税の交付を受けられる。また地方交付税ないし地方譲与税が、指定都市専用の算定式で計算されるため、増額される。地方債を発行する際の協議先が、都道府県知事ではなく総務大臣へ変わる。 政令指定都市として移譲された所管の事務については、都道府県知事の監督が外れ、都道府県を通さずに直接国と接触できるようになる。 |

### 権限のさらなる移譲
中核市に現行で移譲されている権限は不十分で、さらなる権限委譲を実施すべきだとする主張もある。
こうした指摘のうち、最も議論が盛んなのは、県費負担教職員（公立小中学校の教職員など）の人事権に関する問題である。現行の制度では、中核市には教職員の研修実施権限があるのみで、人事権は都道府県に留保されている。これに対して中核市側は、「研修実施権限のみ認められても、人事権がなければ成果を得にくい」として、人事権も移譲するよう求めている。都道府県側は、教職員採用希望者の都市部への集中を懸念して慎重な姿勢を示しているものの、文部科学省は人事権移譲に比較的前向きで、実際に人事権を委譲した場合、どのような影響があるかを具体的に検討する方向で調整していたが、結局、指定都市に限ることになった。

## 中核市たる要件
1. 人口が20万以上であること。

中核市は、関係市からの申出に基づき、市議会及び都道府県議会の議決を経て、政令で指定される。
※かつての指定要件については、[表示]タブで表示。

### 要件を満たすが現時点で指定予定のない市
人口20万人以上であるが、中核市ではない市の一覧（※は施行時特例市）。現時点で人口20万人未満の施行時特例市と、検討に入っているものの指定時期が未定の市も含む。指定予定が決まっている市は、中核市#現在移行を検討している市を参照。
- 茨城県つくば市※ [14]
- 群馬県伊勢崎市※
- 群馬県太田市※
- 埼玉県熊谷市※ - 施行時特例市の特例期限中における中核市移行は見送る方針[15]。
- 埼玉県所沢市※
- 埼玉県春日部市※
- 埼玉県上尾市
- 埼玉県草加市※
- 千葉県市川市 - 2020年頃より、移行を検討しはじめる。
- 千葉県松戸市
- 千葉県流山市 （2020年に人口20万人を突破している）
- 千葉県八千代市 （2020年に人口20万人を突破している）
- 千葉県市原市
- 東京都府中市
- 東京都調布市
- 東京都町田市
- 東京都西東京市
- 神奈川県平塚市※
- 神奈川県藤沢市[16]
- 神奈川県厚木市※
- 神奈川県大和市※
- 神奈川県小田原市※ - 2018年に財政面から断念[17]。
- 新潟県長岡市※ - 2023年から調査中。
- 新潟県上越市※ - 2017年、財政的に困難であることから中核市移行を見送った。
- 静岡県沼津市※
- 静岡県富士市※ - 移行の検討を継続。
- 愛知県春日井市※ -2022年度より中核市への移行を前提に具体的な検証を開始。
- 三重県津市
- 三重県四日市市※ - 2020年度の中核市移行を検討。
- 大阪府岸和田市※ - 中核市関連条例案を否決し、移行が困難となった。
- 大阪府茨木市※
- 兵庫県加古川市※
- 兵庫県宝塚市※
- 徳島県徳島市 - 地方自治法改正による人口要件緩和により、指定を目指すことを表明[18]。
- 佐賀県佐賀市※

## 人口順位
- 推計人口による順位などは、各項目名にあるボタンをクリックすることで得られる。
- 人口の単位は「人」。

| 順 位 | 都道 府県 | 市       | 法定人口 （人） | 推計人口 （人） | 増減率 (%) | 種別   | 推計人口の 統計年月日 |
| ----- | --------- | -------- | --------------- | --------------- | ---------- | ------ | --------------------- |
| 1     | 千葉県    | 船橋市   | 642,907         | 650,568         | +1.19      | 中核市 | 2025年5月1日          |
| 2     | 埼玉県    | 川口市   | 594,274         | 595,539         | +0.21      | 中核市 | 2025年5月1日          |
| 3     | 鹿児島県  | 鹿児島市 | 593,128         | 580,280         | -2.17      | 中核市 | 2025年5月1日          |
| 4     | 東京都    | 八王子市 | 579,355         | 577,247         | -0.36      | 中核市 | 2025年5月1日          |
| 5     | 兵庫県    | 姫路市   | 530,495         | 517,129         | -2.52      | 中核市 | 2025年5月1日          |
| 6     | 栃木県    | 宇都宮市 | 518,757         | 510,929         | -1.51      | 中核市 | 2025年5月1日          |
| 7     | 愛媛県    | 松山市   | 511,192         | 496,012         | -2.97      | 中核市 | 2025年5月1日          |
| 8     | 大阪府    | 東大阪市 | 493,940         | 485,383         | -1.73      | 中核市 | 2025年5月1日          |
| 9     | 兵庫県    | 西宮市   | 485,587         | 481,440         | -0.85      | 中核市 | 2025年5月1日          |
| 10    | 大分県    | 大分市   | 475,614         | 469,197         | -1.35      | 中核市 | 2025年5月1日          |
| 11    | 岡山県    | 倉敷市   | 474,592         | 464,895         | -2.04      | 中核市 | 2025年5月1日          |
| 12    | 石川県    | 金沢市   | 463,254         | 454,418         | -1.91      | 中核市 | 2025年5月1日          |
| 13    | 広島県    | 福山市   | 460,930         | 447,095         | -3.00      | 中核市 | 2025年4月1日          |
| 14    | 兵庫県    | 尼崎市   | 459,593         | 453,932         | -1.23      | 中核市 | 2025年5月1日          |
| 15    | 千葉県    | 柏市     | 426,468         | 437,487         | +2.58      | 中核市 | 2025年5月1日          |
| 16    | 愛知県    | 豊田市   | 422,330         | 414,383         | -1.88      | 中核市 | 2025年4月1日          |
| 17    | 香川県    | 高松市   | 417,496         | 407,726         | -2.34      | 中核市 | 2025年5月1日          |
| 18    | 富山県    | 富山市   | 413,938         | 401,858         | -2.92      | 中核市 | 2025年5月1日          |
| 19    | 長崎県    | 長崎市   | 409,118         | 385,255         | -5.83      | 中核市 | 2025年5月1日          |
| 20    | 岐阜県    | 岐阜市   | 402,557         | 392,472         | -2.51      | 中核市 | 2025年4月1日          |
| 21    | 大阪府    | 豊中市   | 401,558         | 398,309         | -0.81      | 中核市 | 2025年5月1日          |
| 22    | 宮崎県    | 宮崎市   | 401,339         | 391,926         | -2.35      | 中核市 | 2025年5月1日          |
| 23    | 大阪府    | 枚方市   | 397,289         | 389,390         | -1.99      | 中核市 | 2025年5月1日          |
| 24    | 神奈川県  | 横須賀市 | 388,078         | 369,659         | -4.75      | 中核市 | 2025年5月1日          |
| 25    | 大阪府    | 吹田市   | 385,567         | 395,284         | +2.52      | 中核市 | 2025年5月1日          |
| 26    | 愛知県    | 岡崎市   | 384,654         | 379,885         | -1.24      | 中核市 | 2025年4月1日          |
| 27    | 愛知県    | 一宮市   | 380,073         | 371,520         | -2.25      | 中核市 | 2025年4月1日          |
| 28    | 群馬県    | 高崎市   | 372,973         | 365,594         | -1.98      | 中核市 | 2025年5月1日          |
| 29    | 長野県    | 長野市   | 372,760         | 359,561         | -3.54      | 中核市 | 2025年5月1日          |
| 30    | 愛知県    | 豊橋市   | 371,920         | 361,091         | -2.91      | 中核市 | 2025年4月1日          |
| 31    | 和歌山県  | 和歌山市 | 356,729         | 342,700         | -3.93      | 中核市 | 2025年5月1日          |
| 32    | 奈良県    | 奈良市   | 354,630         | 346,177         | -2.38      | 中核市 | 2025年5月1日          |
| 33    | 埼玉県    | 川越市   | 354,571         | 354,444         | -0.04      | 中核市 | 2025年5月1日          |
| 34    | 大阪府    | 高槻市   | 352,698         | 346,402         | -1.79      | 中核市 | 2025年5月1日          |
| 35    | 滋賀県    | 大津市   | 345,070         | 344,641         | -0.12      | 中核市 | 2025年5月1日          |
| 36    | 埼玉県    | 越谷市   | 341,621         | 338,485         | -0.92      | 中核市 | 2025年5月1日          |
| 37    | 福島県    | いわき市 | 332,931         | 314,746         | -5.46      | 中核市 | 2025年5月1日          |
| 38    | 群馬県    | 前橋市   | 332,149         | 325,478         | -2.01      | 中核市 | 2025年5月1日          |
| 39    | 北海道    | 旭川市   | 329,306         | 314,070         | -4.63      | 中核市 | 2025年4月30日         |
| 40    | 福島県    | 郡山市   | 327,692         | 317,155         | -3.22      | 中核市 | 2025年5月1日          |
| 41    | 高知県    | 高知市   | 326,545         | 310,948         | -4.78      | 中核市 | 2025年5月1日          |
| 42    | 沖縄県    | 那覇市   | 317,625         | 309,372         | -2.60      | 中核市 | 2025年5月1日          |
| 43    | 秋田県    | 秋田市   | 307,672         | 293,708         | -4.54      | 中核市 | 2025年5月1日          |
| 44    | 兵庫県    | 明石市   | 303,601         | 306,290         | +0.89      | 中核市 | 2025年5月1日          |
| 45    | 福岡県    | 久留米市 | 303,316         | 298,499         | -1.59      | 中核市 | 2025年5月1日          |
| 46    | 岩手県    | 盛岡市   | 289,731         | 279,006         | -3.70      | 中核市 | 2025年5月1日          |
| 47    | 福島県    | 福島市   | 282,693         | 269,836         | -4.55      | 中核市 | 2025年5月1日          |
| 48    | 青森県    | 青森市   | 275,192         | 257,738         | -6.34      | 中核市 | 2025年5月1日          |
| 49    | 茨城県    | 水戸市   | 270,685         | 265,935         | -1.75      | 中核市 | 2025年5月1日          |
| 50    | 大阪府    | 八尾市   | 264,642         | 257,407         | -2.73      | 中核市 | 2025年5月1日          |
| 51    | 福井県    | 福井市   | 262,328         | 253,276         | -3.45      | 中核市 | 2025年5月1日          |
| 52    | 山口県    | 下関市   | 255,051         | 238,459         | -6.51      | 中核市 | 2025年5月1日          |
| 53    | 北海道    | 函館市   | 251,084         | 234,700         | -6.53      | 中核市 | 2025年4月30日         |
| 54    | 山形県    | 山形市   | 247,590         | 238,370         | -3.72      | 中核市 | 2025年5月1日          |
| 55    | 長崎県    | 佐世保市 | 243,223         | 227,864         | -6.31      | 中核市 | 2025年5月1日          |
| 56    | 長野県    | 松本市   | 241,145         | 235,994         | -2.14      | 中核市 | 2025年5月1日          |
| 57    | 大阪府    | 寝屋川市 | 229,733         | 222,755         | -3.04      | 中核市 | 2025年5月1日          |
| 58    | 青森県    | 八戸市   | 223,415         | 210,786         | -5.65      | 中核市 | 2025年5月1日          |
| 59    | 広島県    | 呉市     | 214,592         | 195,311         | -8.98      | 中核市 | 2025年4月1日          |
| 60    | 島根県    | 松江市   | 203,616         | 195,992         | -3.74      | 中核市 | 2025年5月1日          |
| 61    | 山梨県    | 甲府市   | 189,591         | 185,318         | -2.25      | 中核市 | 2025年5月1日          |
| 62    | 鳥取県    | 鳥取市   | 188,465         | 180,640         | -4.15      | 中核市 | 2025年5月1日          |

## 将来推計人口
2020年（令和2年）国勢調査の結果をもとにした国立社会保障・人口問題研究所による30年後（2050年）の推計。
- 人口の単位は「人」。

| 都道 府県 | 市       | 2050年 推計人口 | 2020年 法定人口 |
| --------- | -------- | --------------- | --------------- |
| 千葉県    | 船橋市   | 651,603         | 642,907         |
| 埼玉県    | 川口市   | 599,667         | 594,274         |
| 鹿児島県  | 鹿児島市 | 498,125         | 593,128         |
| 東京都    | 八王子市 | 532,958         | 579,355         |
| 兵庫県    | 姫路市   | 436,360         | 530,495         |
| 栃木県    | 宇都宮市 | 481,029         | 518,757         |
| 愛媛県    | 松山市   | 422,197         | 511,192         |
| 大阪府    | 東大阪市 | 377,297         | 493,940         |
| 兵庫県    | 西宮市   | 441,358         | 485,587         |
| 大分県    | 大分市   | 434,166         | 475,614         |
| 岡山県    | 倉敷市   | 432,431         | 474,592         |
| 石川県    | 金沢市   | 429,826         | 463,254         |
| 広島県    | 福山市   | 429,585         | 460,930         |
| 兵庫県    | 尼崎市   | 376,112         | 459,593         |
| 千葉県    | 柏市     | 406,714         | 426,468         |
| 愛知県    | 豊田市   | 399,672         | 422,330         |
| 香川県    | 高松市   | 378,118         | 417,496         |
| 富山県    | 富山市   | 356,918         | 413,938         |
| 長崎県    | 長崎市   | 311,082         | 409,118         |
| 岐阜県    | 岐阜市   | 323,816         | 402,557         |
| 大阪府    | 豊中市   | 375,341         | 401,558         |
| 宮崎県    | 宮崎市   | 353,770         | 401,339         |
| 大阪府    | 枚方市   | 314,755         | 397,289         |
| 神奈川県  | 横須賀市 | 290,983         | 388,078         |
| 大阪府    | 吹田市   | 365,925         | 385,567         |
| 愛知県    | 岡崎市   | 378,254         | 384,654         |
| 愛知県    | 一宮市   | 337,017         | 380,073         |
| 群馬県    | 高崎市   | 325,277         | 372,973         |
| 長野県    | 長野市   | 315,629         | 372,760         |
| 愛知県    | 豊橋市   | 324,226         | 371,920         |
| 和歌山県  | 和歌山市 | 296,577         | 356,729         |
| 奈良県    | 奈良市   | 280,190         | 354,630         |
| 埼玉県    | 川越市   | 339,197         | 354,571         |
| 大阪府    | 高槻市   | 285,153         | 352,698         |
| 滋賀県    | 大津市   | 313,466         | 345,070         |
| 埼玉県    | 越谷市   | 336,241         | 341,621         |
| 福島県    | いわき市 |                 | 332,931         |
| 群馬県    | 前橋市   | 275,661         | 332,149         |
| 北海道    | 旭川市   | 248,360         | 329,306         |
| 福島県    | 郡山市   |                 | 327,692         |
| 高知県    | 高知市   | 271,505         | 326,545         |
| 沖縄県    | 那覇市   | 300,368         | 317,625         |
| 秋田県    | 秋田市   | 225,923         | 307,672         |
| 兵庫県    | 明石市   | 261,401         | 303,601         |
| 福岡県    | 久留米市 | 279,130         | 303,316         |
| 岩手県    | 盛岡市   | 243,694         | 289,731         |
| 福島県    | 福島市   |                 | 282,693         |
| 青森県    | 青森市   | 183,528         | 275,192         |
| 茨城県    | 水戸市   | 239,072         | 270,685         |
| 大阪府    | 八尾市   | 219,128         | 264,642         |
| 福井県    | 福井市   | 234,380         | 262,328         |
| 山口県    | 下関市   | 181,656         | 255,051         |
| 北海道    | 函館市   | 162,712         | 251,084         |
| 山形県    | 山形市   | 212,197         | 247,590         |
| 長崎県    | 佐世保市 | 202,094         | 243,223         |
| 長野県    | 松本市   | 215,113         | 241,145         |
| 大阪府    | 寝屋川市 | 168,335         | 229,733         |
| 青森県    | 八戸市   | 162,127         | 223,415         |
| 広島県    | 呉市     | 149,865         | 214,592         |
| 島根県    | 松江市   | 175,485         | 203,616         |
| 山梨県    | 甲府市   | 146,591         | 189,591         |
| 鳥取県    | 鳥取市   | 157,404         | 188,465         |